# Coppa Italia Dilettanti Campania
La Coppa Italia Dilettanti Campania è il massimo torneo calcistico ad eliminazione diretta della regione Campania. Istituito nel 1991-1992, consente al vincitore di partecipare alla fase nazionale della Coppa Italia Dilettanti.

## Formula
Dalla prima edizione fino all'edizione 2017-18 il torneo aveva una formula che prevedeva la partecipazione delle 32 squadre di Eccellenza Campania e delle 64 squadre di Promozione Campania. Le 96 partecipanti erano inizialmente divise in 32 gironi da tre squadre, in ognuno dei quali era collocata una squadra di Eccellenza e due di Promozione: le tre squadre disputavano due incontri (uno in casa e un o in trasferta) di sola andata.
Le prime classificate di ciascun girone erano ammesse ai sedicesimi di finale: da allora fino alla finale si disputano turni ad eliminazione diretta, con gare di andata e ritorno, giocate di solito di mercoledì. La finale, di solito disputata a febbraio, è in gara unica su campo neutro.
Dall'edizione 2018-19 partecipano solo le squadre che disputano il campionato di eccellenza. Le 32 squadre vengono ammesse ai sedicesimi di finale, da allora fino alla finale si disputano turni ad eliminazione diretta, con gare di andata e ritorno, giocate di solito di mercoledì. 

## Albo d'oro
| Stagione  | Vincitrice                 | Finalista                  | Risultato             | Luogo                   | Coppa Italia Dilettanti |
| --------- | -------------------------- | -------------------------- | --------------------- | ----------------------- | ----------------------- |
| 1991-1992 | Frattese                   | Cavese                     | 1 - 0                 | Portici                 |                         |
| 1992-1993 | Frattese                   | Boys Caivanese             | 1 - 1 (dts) (5-3 dtr) |                         | 1º Turno                |
| 1993-1994 | Melito                     | Cavese                     | 1 - 0                 | Caserta                 | 1º Turno                |
| 1994-1995 | Giovani Lauro              | Giugliano                  | 2 - 0                 | Caserta                 | Semifinalista           |
| 1995-1996 | Angri                      | Sanità Napoli              | 0 - 0 (dts) (1-0 dtr) | Nola                    | Quarti di Finale        |
| 1996-1997 | Boys Caivanese             | Paganese                   | 4 - 1 (dts)           | Portici                 | Quarti di Finale        |
| 1997-1998 | Sorrento                   | Viribus Unitis             | 0 - 0 (dts) (4-3 dtr) | Caserta                 | 1º Turno                |
| 1998-1999 | Sapri                      | Afragolese                 | 1 - 0                 |                         | Semifinalista           |
| 1999-2000 | Ercolanese                 | Sapri                      | 1 - 0                 | Nocera Inferiore        | Semifinalista           |
| 2000-2001 | Nola                       | Gladiator                  | 2 - 0                 | Torre Annunziata        | Vincitore               |
| 2001-2002 | Boys Caivanese             | Solofra                    | 1 - 0                 | Salerno                 | Vincitore               |
| 2002-2003 | Solofra                    | Ercolanese                 | 2 - 1                 | Nocera Inferiore        | 1º Turno                |
| 2003-2004 | Ischia                     | Gragnano                   | 2 - 1 (dts)           | Palma Campania          | 1º Turno                |
| 2004-2005 | Alba Sannio                | Sant'Antonio Abate         | 2 - 1                 | Napoli                  | 1º Turno                |
| 2005-2006 | Ippogrifo Sarno            | Arzanese                   | 1 - 1 (dts) (4-1 dtr) | Salerno                 | Finalista               |
| 2006-2007 | Casertana                  | Gragnano                   | 3 - 0                 | Nocera Inferiore        | Finalista               |
| 2007-2008 | Virtus Volla               | Battipagliese              | 0 - 0 (dts) (3-0 dtr) | Nocera Inferiore        | Quarti di Finale        |
| 2008-2009 | Forza e Coraggio Benevento | Gladiator                  | 2 - 1                 | Torre Annunziata        | 1º Turno                |
| 2009-2010 | Ebolitana                  | Arzanese                   | 2 - 2 (dts) (6-5 dtr) | Avellino                | 1º Turno                |
| 2010-2011 | Ippogrifo Sarno            | Isola di Procida           | 3 - 1                 | Torre Annunziata        | 1º Turno                |
| 2011-2012 | Savoia                     | Agropoli                   | 2 - 1                 | Avellino                | 1º Turno                |
| 2012-2013 | Stasia                     | Mari                       | 0 - 0 (dts) (3-0 dtr) | Torre Annunziata        | 1º Turno                |
| 2013-2014 | Virtus Volla               | Virtus Scafatese           | 3 - 2 (dts)           | Torre Annunziata        | 1º Turno                |
| 2014-2015 | Virtus Volla               | Scafatese                  | 2 - 0                 | Torre Annunziata        | 1º Turno                |
| 2015-2016 | Nocerina                   | Sessana                    | 2 - 0                 | Avellino                | 1º Turno                |
| 2016-2017 | Portici                    | Ebolitana                  | 3 - 2                 | Sarno                   | 1º Turno                |
| 2017-2018 | Savoia                     | Nola                       | 1 - 1 (dts) (4-2 dtr) | Pagani                  | 1º Turno                |
| 2018-2019 | Audax Cervinara            | Giugliano                  | 1 - 1 (dts) (3-1 dtr) | Caserta                 | 1º Turno                |
| 2019-2020 | Afragolese                 | Costa d'Amalfi             | 1 - 0                 | Sarno                   | Non conclusa            |
| 2020-2021 | Non disputata              | Non disputata              | Non disputata         | Non disputata           | Non disputata           |
| 2021-2022 | San Marzano                | Virtus Campania Ponticelli | 2 - 1                 | Castellammare di Stabia | 1º Turno                |
| 2022-2023 | San Marzano                | Acerrana                   | 2 - 1                 | Caserta                 | Finalista               |
| 2023-2024 | Sarnese                    | Puteolana                  | 1 - 0 (dts)           | Avellino                | 1º Turno                |
| 2024-2025 | Santa Maria Cilento        | Nola                       | 1 - 1 (dts) (4-2 dtr) | Castellammare di Stabia | 1º Turno                |

## Vittorie per squadra
| Squadra             | Titoli | Stagioni                        |
| ------------------- | ------ | ------------------------------- |
| Virtus Volla        | 3      | 2007-2008, 2013-2014, 2014-2015 |
| Frattese            | 2      | 1991-1992, 1992-1993            |
| Boys Caivanese      | 2      | 1996-1997, 2001-2002            |
| San Marzano         | 2      | 2021-2022, 2022-2023            |
| Ippogrifo Sarno     | 2      | 2005-2006, 2010-2011            |
| Savoia              | 2      | 2011-2012, 2017-2018            |
| Melito              | 1      | 1993-1994                       |
| Giovani Lauro       | 1      | 1994-1995                       |
| Angri               | 1      | 1995-1996                       |
| Sorrento            | 1      | 1997-1998                       |
| Sapri               | 1      | 1998-1999                       |
| Ercolanese          | 1      | 1999-2000                       |
| Nola                | 1      | 2000-2001                       |
| Solofra             | 1      | 2002-2003                       |
| Ischia              | 1      | 2003-2004                       |
| Alba Sannio         | 1      | 2004-2005                       |
| Casertana           | 1      | 2006-2007                       |
| Forza e Coraggio    | 1      | 2008-2009                       |
| Ebolitana           | 1      | 2009-2010                       |
| Stasia              | 1      | 2012-2013                       |
| Nocerina            | 1      | 2015-2016                       |
| Portici             | 1      | 2016-2017                       |
| Audax Cervinara     | 1      | 2018-2019                       |
| Afragolese          | 1      | 2019-2020                       |
| Sarnese             | 1      | 2023-2024                       |
| Santa Maria Cilento | 1      | 2024-2025                       |